# Millicent Martin
Millicent Mary Lillian Martin (Romford, Essex, Engeland, 8 juni 1934) is een Brits actrice en zangeres.
Hoewel voornamelijk een actrice, heeft Martin ook een verleden als zangeres. Zo scoorde zij in 1963 een bescheiden hitje in de VS met het nummer In the Summer of His Years. De song was uit een BBC-tribute gehaald voor John F. Kennedy. In 1971 bracht zij in Zweden een Zweedstalige single uit.
Martin werd twee keer genomineerd voor een Tony (Beste actrice); in 1977 voor haar rol in Side by Side by Sondheim en in 1979 voor haar bijdrage in het stuk King of Hearts.
In latere jaren was ze te zien in Amerikaanse televisieseries, zoals L.A. Law, Gilmore Girls en Frasier.
Ze trouwde in 1959 met Ronnie Carroll, maar scheidde in 1965 van hem. Ook is ze getrouwd geweest met acteur Norman Eshley. Sinds 1978 is ze getrouwd met haar derde man, Marc Alexander.

## Filmografie
- Libel (1959) - Maisie
- Armchair Mystery Theatre Televisieserie - Eigenaresse café (Afl., Flag Fall, 1960)
- International Detective Televisieserie - Katie O'Brien (Afl., The Rose Bowl Case, 1960)
- International Detective Televisieserie - Susan (Afl., The Marlowe Case, 1960)
- The Girl on the Boat (1961) - Billie Bennett
- Invasion Quartet (1961) - Kay
- Disneyland Televisieserie - Joan (Afl., The Horsemasters: Follow Your Heart, 1961|The Horsemasters: Tally Ho, 1961)
- Espionage Televisieserie - Susan (Afl., Once a Spy..., 1964)
- Nothing But the Best (1964) - Ann Horton
- Drama 60-67 Televisieserie - Rol onbekend (Afl., Studio '64: The Happy Moorings, 1964)
- Kiss Me Kate (Televisiefilm, 1964) - Lois
- ABC of Britain (Televisiefilm, 1964) - Rol onbekend
- Those Magnificent Men in Their Flying Machines or How I Flew from London to Paris in 25 hours 11 minutes (1965) - Stewardess
- Alfie (1966) - Siddie
- Funny Girl Happened to Me on the Way to the Piano (Televisiefilm, 1966)- Zangeres
- BBC 3 Televisieserie - Rol onbekend (Episode 1.9, 1965)|Episode 1.17, 1966|Episode 1.19, 1966|Episode 1.24, 1966)
- Stop the World: I Want to Get Off (1966) - Evie/Anya/Ara/Ginnie
- Millicent Televisieserie - Rol onbekend (1966)
- The London Palladium Show Televisieserie - Rol onbekend (Episode 2.2, 1966)
- The Heart of Show Business (Televisiefilm, 1967) - Artieste
- From a Bird's Eye View Televisieserie - Millie Grover (16 afl., 1971)
- Newhart Televisieserie - Sylvia (Afl., Everybody Ought to Have a Maid, 1986)
- Downtown Televisieserie - Harriet Conover (Afl. onbekend, 1986-1987)
- L.A. Law Televisieserie - Arlene Sabrett (Afl., Pigmalion, 1987)
- Max Headroom Televisieserie - Cornelia Firth (Afl., Baby Grobags, 1988)
- Hardball Televisieserie - Rol onbekend (Afl., Which Witch Is Witch?, 1989)
- Moon and Son Televisieserie - Gladys Moon (13 afl., 1992)
- Murphy Brown Televisieserie - Nanny #4 (Afl., Life After Birth, 1992)
- Coach Televisieserie - Tita (Afl., Luther Get Your Gun, 1996)
- Stark Raving Mad Televisieserie - Katie Randall (Afl., Fish Out of Water, 1999)
- Days of Our Lives Televisieserie - Lili Faversham (Episode 1.8706, 1999)
- That's Life Televisieserie - Carol (Afl., Pilot, 2000|The Screw-Up, 2000|The Tell-Tale Uterus, 2000|Saint Bernadette, 2000|When Good Ideas Go Bad, 2000)
- Gilmore Girls Televisieserie - Debut Presentatrice (Afl., Presenting Lorelai Gilmore, 2001)
- Frasier Televisieserie - Mrs. Gertrude Moon (18 afl., 2000-2003)
- The Drew Carey Show Televisieserie - Helen (Afl., Passion of the Wick, 2004)
- Will & Grace Televisieserie - Leni (Afl., Love Is in the Airplane, 2005)
- Mrs. Palfrey at the Claremont (2005) - Mrs. De Salis
- The Suit Life of Zack and Cody Televisieserie - Mrs. Dellacourt (Afl., Free Tippy, 2006)
- Return to Halloweentown (Televisiefilm, 2006) - Prof. Persimmon Periwinkle

- Biblioteca Nacional de España: XX1653014
- Bibliothèque nationale de France: cb13937703d (data)
- Gemeinsame Normdatei: 13648560X
- International Standard Name Identifier: 0000 0001 1511 2169
- Library of Congress Control Number: n81097869
- MusicBrainz: 08cc80e9-85c9-47f2-9308-de332b0fb324
- Nationale Bibliotheek van Israël: 987007446653905171
- SNAC: w6rp629p
- Système universitaire de documentation: 120288036
- Virtual International Authority File: 29721985
- WorldCat: E39PBJd3RmX3Pyr63jdcgJDwmd